# Kirchliche Bestattung

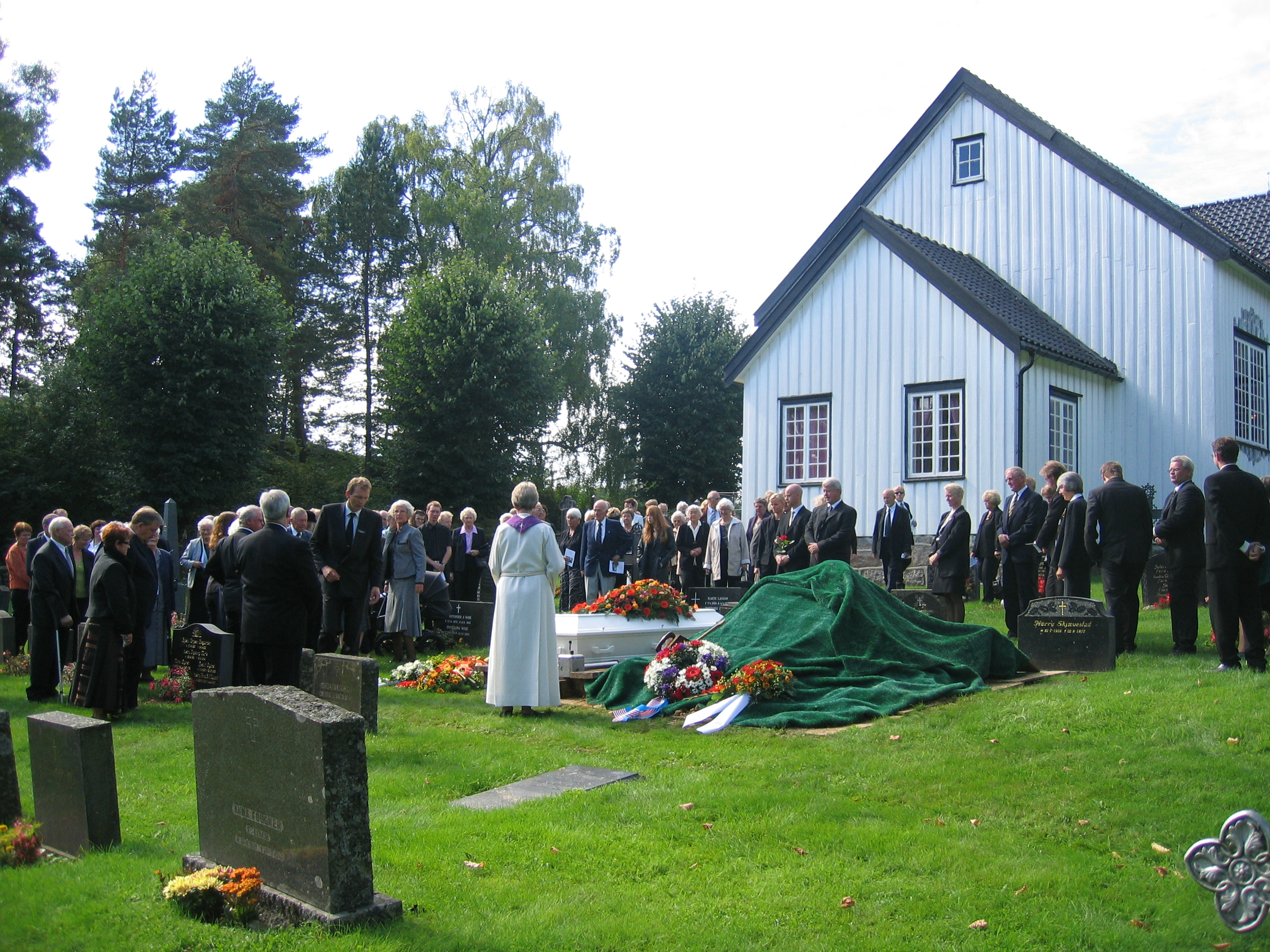
Kirchliche Bestattung: vor der Beisetzung am Grab

Die kirchliche Bestattung ist ein Gottesdienst anlässlich des Todes eines Christen. Sie wird gelegentlich oder regional variierend auch als Beerdigung, Beisetzungsfeier, Begräbnis, Begräbnisfeier, Trauerfeier, Aussegnungsgottesdienst oder – so in der Schweiz – als Abdankung und – in Österreich – als Einsegnung bezeichnet. 
Die kirchliche Bestattung besteht traditionell aus drei Teilen:
1. Eröffnung und Abholung aus dem Trauerhaus
2. Trauergottesdienst in der Kirche, Kapelle, Trauerhalle oder Aussegnungshalle
3. Beisetzung am Grab

Die Eröffnung im Trauerhaus als unmittelbarer Bestandteil der dreiteiligen Trauerfeier wird heute nur noch selten durchgeführt. Eine Aussegnung am Sterbebett oder als Verabschiedung beim Abholen des Leichnams im Sterbehaus dagegen kommt durchaus noch häufiger vor. 

## Katholische Bestattung

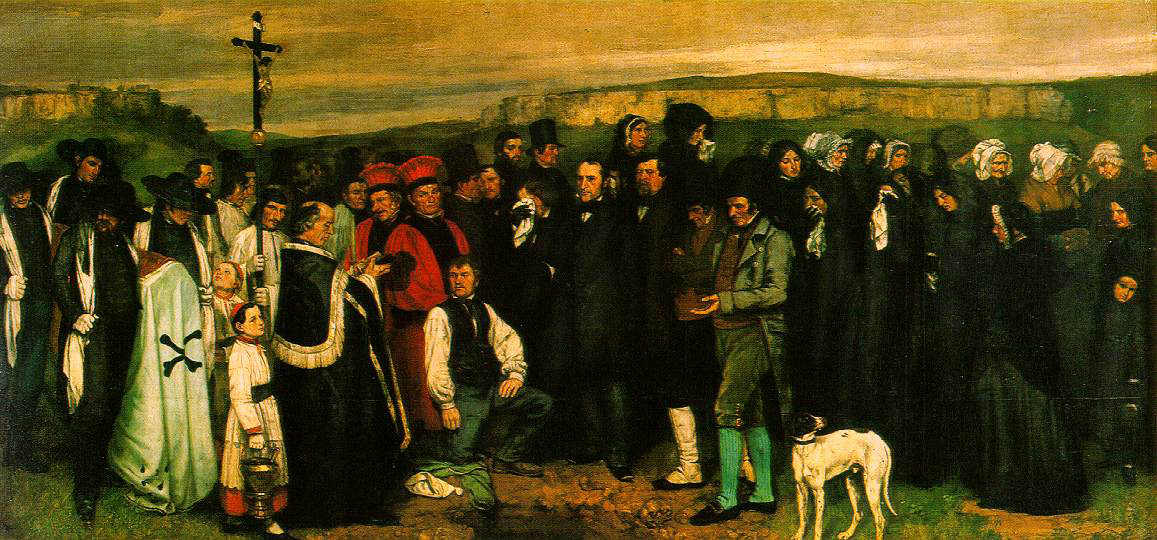
Ein Begräbnis in Ornans, Gustave Courbet, 1850

In der römisch-katholischen Kirche wird der liturgische Ritus der Bestattung Kirchliche Begräbnisfeier oder, nach der älteren lateinischen Bezeichnung, Exsequien (von lat. exsequi, „hinausgeleiten“) genannt. Der Ritus ist geprägt vom Glauben an die fortdauernde Gemeinschaft der lebenden und verstorbenen Christgläubigen. Er kann aus drei (Ausgangspunkt – Kirche, wo das Requiem gefeiert wird – Grabstelle) oder weniger Stationen bestehen. 
Die kirchliche Begräbnisfeier gehört zu den Sakramentalien, den heilswirksamen Zeichen. Sie wird im Allgemeinen vom Priester oder Diakon geleitet, kann aber auch von Gottesdienstbeauftragten geleitet werden.

## Evangelische Bestattung

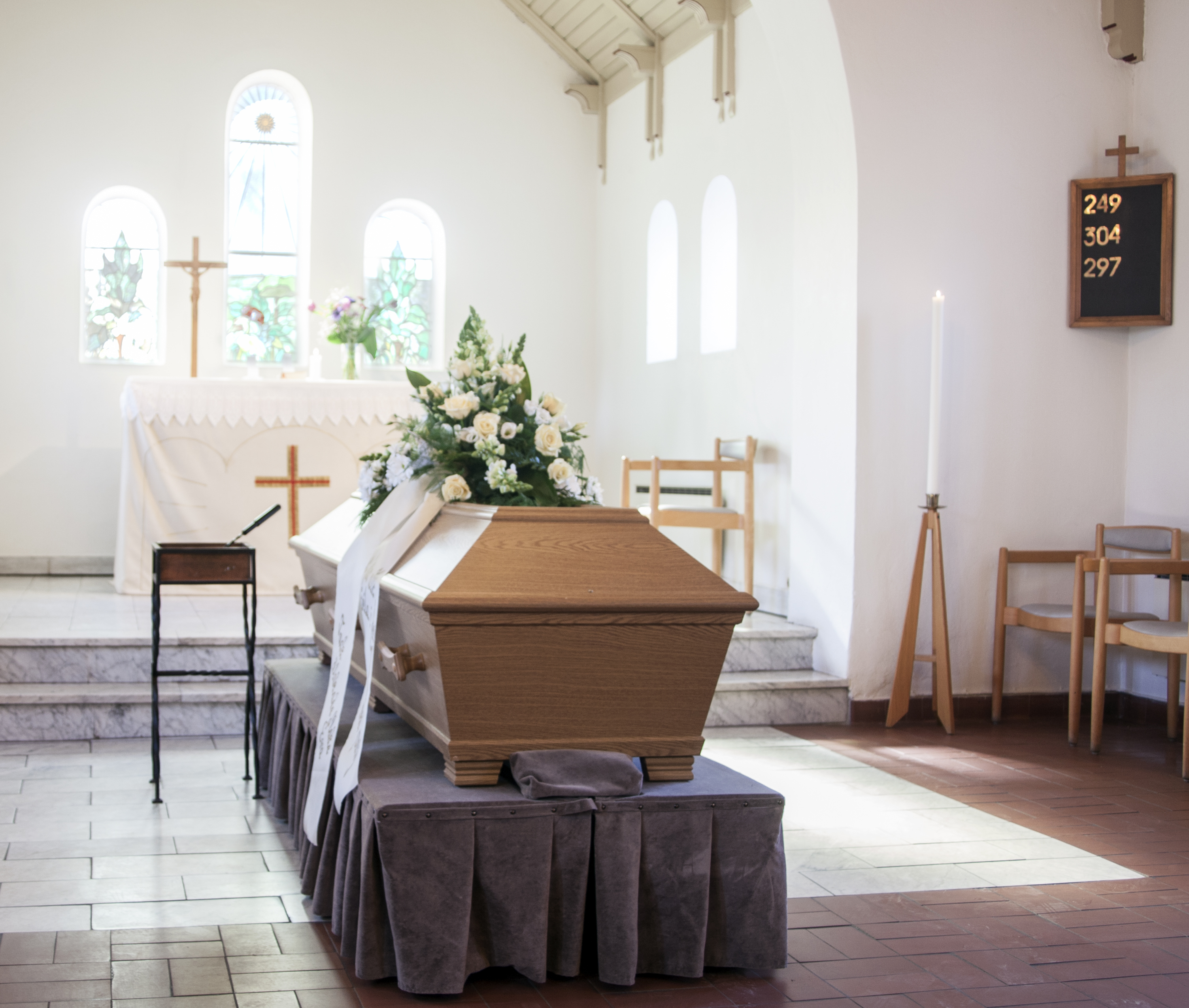
Der mit Blumen geschmückte Sarg vor dem Altar in der Kirche

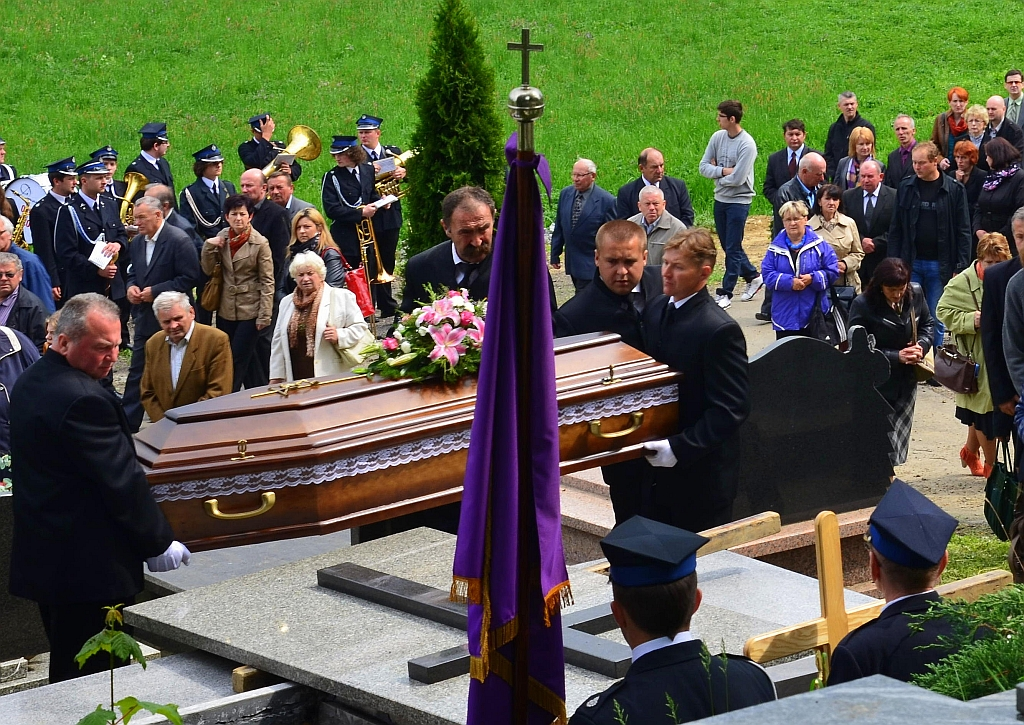
Der Sarg am Grab

Der evangelische Bestattungsgottesdienst ist in der Regel ein öffentlicher Gemeindegottesdienst. Im Zentrum steht die Botschaft des Evangeliums für die Lebenden. Gleichzeitig wird die Bestattung als ein seelsorgerlicher Dienst an den Hinterbliebenen gesehen. Hinzu kommt der bewusste Abschied vom Verstorbenen; daher sollte nach den Bestimmungen mancher Landeskirchen der Sarg oder die Urne bei der Feier anwesend sein. Kirchenordnungen beschreiben diesen Gottesdienst zugleich als einen Dienst der Liebe:

„Die kirchliche Bestattung wird als Gottesdienst gehalten. Die christliche Gemeinde erweist so ihrem Verstorbenen den letzten Liebesdienst und verkündigt angesichts des Todes die Herrschaft des Auferstandenen über Lebende und Tote.“

In der Regel trifft sich die Gemeinde in einer Kirche, Kapelle oder Aussegnungshalle, die in Friedhofsnähe oder auf dem Friedhof steht. Der Sarg oder die Urne mit den sterblichen Überresten des Toten steht meist vorne im Altarbereich oder unter einem Kreuz, geschmückt mit Kerzen und Blumen.
Der Gottesdienst zur Bestattung besteht üblicherweise aus zwei Teilen: „In der Kapelle oder Kirche“ und „Am Grab“. Deren Reihenfolge kann je nach örtlichen bzw. regionalen Gegebenheiten und Tradition variieren:
- Beginn mit der Trauerfeier in der Kapelle oder Kirche, anschließend folgt die Beisetzung am Grab: Bei dieser traditionell üblichen Form folgt die Beisetzung unmittelbar auf die Trauerfeier. Es ist im Rahmen einer Urnenbeisetzung aber auch ein Zwischenraum von bis zu mehreren Wochen möglich.
- Feier nur am Grab: Dies kommt insbesondere dort vor, wo keine Kapelle oder Kirche zur Verfügung steht, so bei Naturbestattungen, gelegentlich auch bei der Bestattung von Verstorbenen, die keine Angehörigen mehr haben.
- Feier nur in der Kirche oder Kapelle: Wenn der Verstorbene eine anonyme Bestattung gewünscht hat, findet zumeist nur die Feier in der Kirche oder Kapelle statt. Die Beisetzung geschieht in diesem Fall ohne Begleitung durch Pfarrer oder Angehörige.
- Feier, die am Grab beginnt und dann in der Kirche oder Kapelle fortgesetzt wird: Eine solche Form ist mancherorts üblich, bspw. wo wegen der räumlichen Gegebenheiten eine Aufstellung des Sarges in der Kirche oder Kapelle nicht möglich ist.

Die Trauerfeier wird normalerweise von einem Pfarrer geleitet und enthält – in der deutschen evangelischen Liturgie – die folgenden Elemente:

### In der Kapelle oder Kirche
- Musik zum Eingang
- Friedensgruß
- Einleitung und biblisches Votum
- Gemeindelied
- Psalm oder Eingangsgebet
- Stilles Gebet
- Schriftlesung
- Predigt
- Glaubensbekenntnis
- Gebet
- Geleitwort
- Musik zum Auszug

Wenn sich die Beisetzung unmittelbar anschließt, wird Sarg bzw. Urne nach der Trauerfeier unter Glockengeläut (sofern vorhanden) zum Grab geleitet, während die Gemeinde als Trauerzug nachfolgt. 

### Am Grab
Die kirchliche Bestattung kommt mit der Beisetzung der sterblichen Überreste zum Ziel: „Erde zu Erde, Asche zur Asche, Staub zum Staube“ lauten die Beisetzungsworte in vielen evangelischen Gottesdienstordnungen. Der Sarg oder die Urne wird dort nach einem letzten Gebet ins Grab abgesenkt; zuletzt wird die Gemeinde mit dem Segen entlassen.
- Chor- oder Instrumentalmusik
- Bestattung
- Schriftlesung von der Auferstehung
- Vater unser
- Segen
- Chor- oder Instrumentalmusik